# Зимзелен (лист)
Зимзелен:  лист за забаву и поуку је књижевни часопис који је излазио у Београду током 1893. године. Уредник је био Пера Тодоровић.

## Историјат
Зимзелен је књижевни часопис  који је излазио од 6. фебруара 1893. до 15. јуна исте године. 
Покретање Зимзелена је везано за Мале новине.  И часопис је покренут као књижевни додатак Малих новина са циљем да се око њега окупе сви значајни српски писци тог времена (нарочито они који су живели у Београду). Пера Тодоровић је 14. јануара 1893. најавио Зимзелен као збирку приповедака и романа намењених свима. Први број је био двоброј, а последњи број је био 56. Идеја је била да се читаоцима омогући да прочитају лепу приповетку или роман без укључивања дневне политике, научне расправе или политичких говора. Идеја је била да се шири врлина и морал у народу. На крају сваког броја су се доносиле неке пошалице како би лист био забаван широј јавности. Било је идеја и да се најбољи радови награђују.

### Уредници
Пера Тодоровић је уредник до броја 32 од 13. априла. После тога место главног уредника преузима Светозар Јаношевић. 

### Периодичност излажења
Лист је излазио сваког другог дана, а од броја 33 излази уторком, четвртком и недељом.

### Тематика
Зимзелен је један од ретких књижевних часописа који није доносио књижевну, уметничку и позоришну критику. Нема бележака о штампаним књигама и књижевној или друштвеној појави. Штампани су афоризми и мисли познатих (Зенона, Софокла, Конфучија). Циљ је био да се читоци забаве, као и да се испуни мисија поднаслова листа. Најзначајнија је поезија Војислава и Драгутина Илића и проза Стевана Стемца и Милорада Шапчанина. Лист је био оријентисан ка истоку, што говори и садржај преведених романа.
- Анегдоте
- Оригиналне приповетке
- Оригиналне песме
- Преводи
- Афоризми
- Мисли знаменитих људи

## Сарадници
- Војислав Илић
- Драгутин Илић
- Димитрије Глигорић Сокољанин
- Светозар Ћоровић
- Васа Крстић
- Стеван Станковић
- Стеван Сремац
- Милорад Шапчанин

### Псеудоними
Многе песме су потписиване псеудонимима и иницијалима. Данас их није могуће разрешити. После изласка броја 37 уредништво је најавило да се 1. маја навршава четвртина године излажења Зимзелена. Штампан је тада и садржај свих бројева , али су и разрешени неки псеудоними и иницијали.

## Галерија
- Збирка романа и приповедака за сваког, прва ненумерисана страна из Речи уредништва, Зимзелен, двоброј 1-2, 1893.
- Насловна страна броја 3, 8. фебруар 1893.
- Изреке, број 5, страна 79, 1893.
- Изреке, број 5, страна 80, 1893.
- Насловна страна броја 6, 14. фебруар 1893.